# Ercole Ferrata

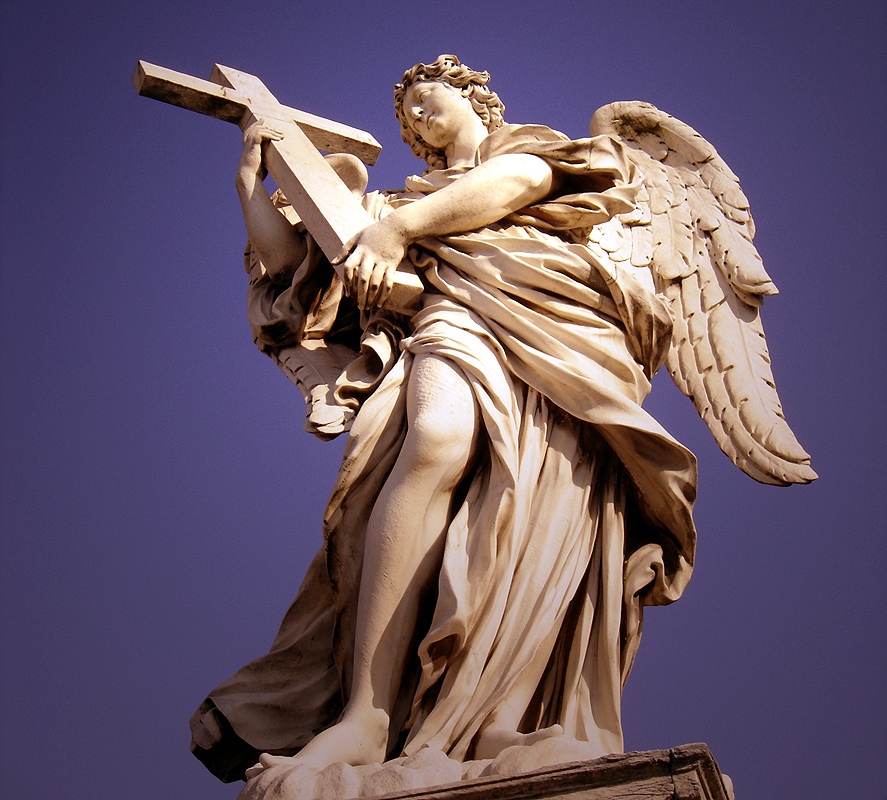
Cuius principatus super humerum ejus, Ponte Sant'Angelo, Roma

Ercole Ferrata (Pellio Intelvi, 1610 – Roma, 10 de julho de 1686), foi um escultor italiano, considerado um dos expoentes do barroco romano.

## Biografia
Ercole nasceu em Pellio Inferior (Pellio Intelvi na província de Como, Lombardia) em 1610, filho de Giovani Pietro e de uma mulher provavelmente da família Baino, desta localidade, com vários pedreiros na família. Tendo abandonado a escola por motivos de saúde, logo mostrou vocação artística e foi encaminhado a Thomas Orsolino, um conterrâneo que trabalhava em Gênova.
Estudou com Orsolino por sete anos, tendo pelo menos inicialmente dificuldades com a disciplina, mas já fazia pequenos trabalhos para o mestre, o que o ajudava no pagamento dos custos do aprendizado.
Mudou-se para Nápoles em data incerta mas em 1637, depois estar doente por alguns meses, assinou um contrato com  a guilda dos escultores e marmoristas para pequenos trabalhos como frisos e anjinhos,  e sendo pobremente remunerado.

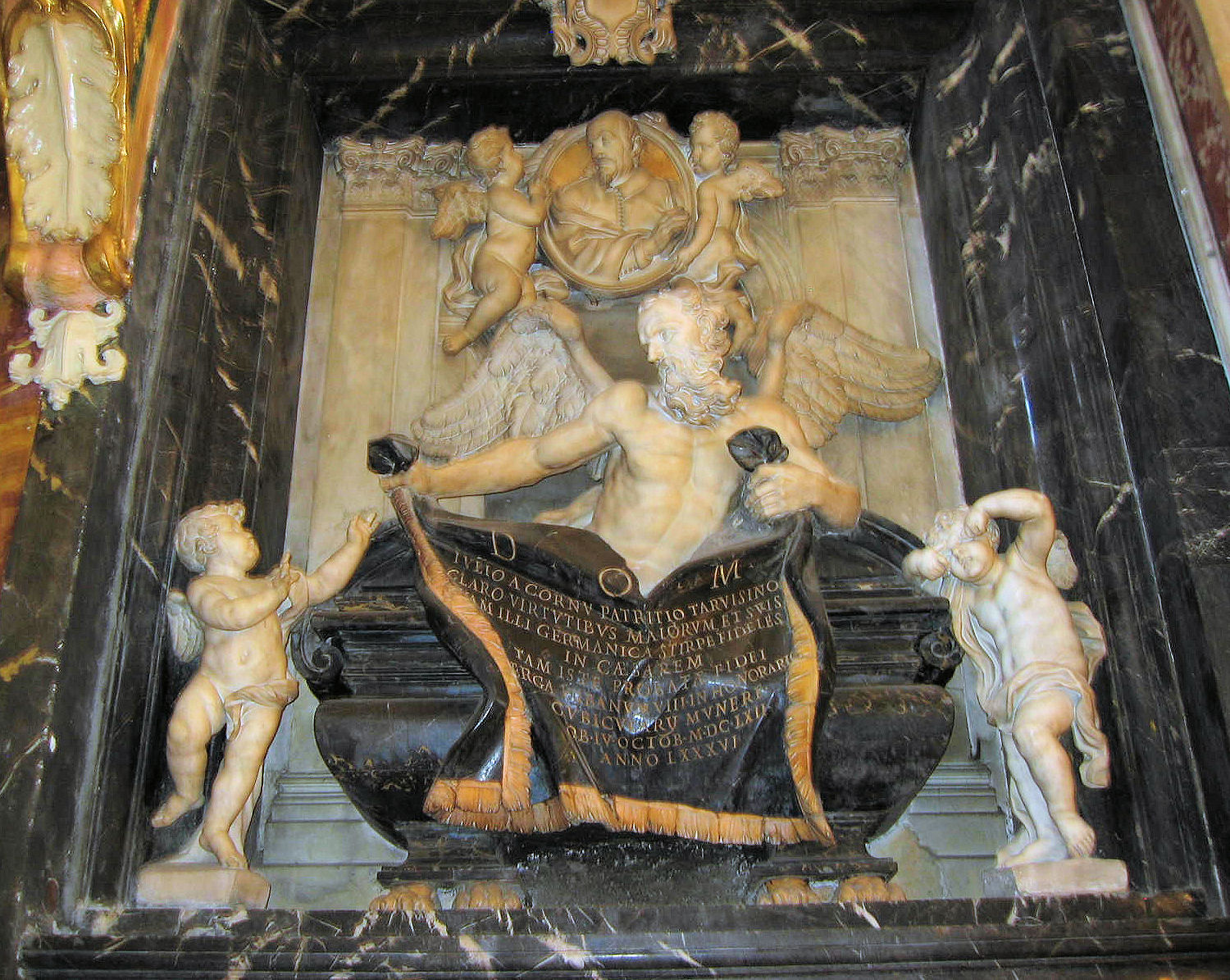
Monumento fúnebre a Giulio Del Corno, Gesù e Maria, Roma

Os primeiros trabalhos para as igrejas napolitanas de Santa Maria della Sapienza e São Domenico Soriano foram para o escultor Cosimo Fanzago, e com ele, em 1641 faz duas estátuas duas estátuas para o altar da igreja da Anunciação. Este altar, encomendado ao artista Juliano Finelli, perdeu-se em 1757 durante um incêndio.
Em colaboração com Fanzago e outros artistas menores, esculpiu as estátuas de São José e São Joaquim. Entre 1641 e 1646, executou a decoração da capela de S. Diego d'Alcalà na igreja de Santa Maria la Nuova.
Depois de alguns anos morando entre Áquila e Roma, fixa-se definitivamente em Roma em 1647, ligando-se a Bernini, para quem já fizera alguns trabalhos e a Alessandro Algardi, (que era  um classicista em oposição ao barroco Bernini). Torna-se um dos  discípulos favoritos de Algardi e com ele trabalha no túmulo de Leão XI e na igreja de São Nicolau de Tolentino.

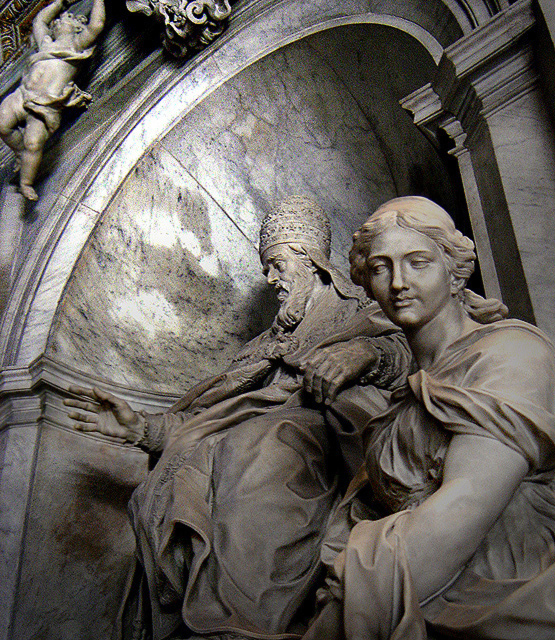
Túmulo do Papa Leão XI

Talvez consciente de suas dificuldades criativas, frequentemente trabalhava em obras planejadas por outras pessoas ou sobre desenhos de seus alunos, mas afastando-se progressivamente do classicismo, aproximando-se do estilo mais livre de Bernini.
Com um projeto de Algardi, fez o "Martírio de Santa Emerenciana" e uma segunda estátua de Santa Inês com dois anjos para o arco da mesma capela e, baseado em um desenho de Bernini, fez os modelos em cera do [Cristo] morto do Cristo vivo para os crucifixos da Basílica de São Pedro no Vaticano.
No ano de [1673] o  Grão-Duque da Toscana, Cosimo III de Médici atribuiu-lhe a direção da academia de Villa Madama  junto com o pintor e escultor  Ciro Ferri.
Na direção desta academia teve um grande mérito por formar gerações de escultores, como Camillo Rusconi e Giuseppe Mazzuoli e desenvolveu um estilo entre a exuberância de Bernini e o classicismo de Alessandro Algardi, que veio a ser a orientação prevalente na escultura romana na segunda metade do Século XVII.

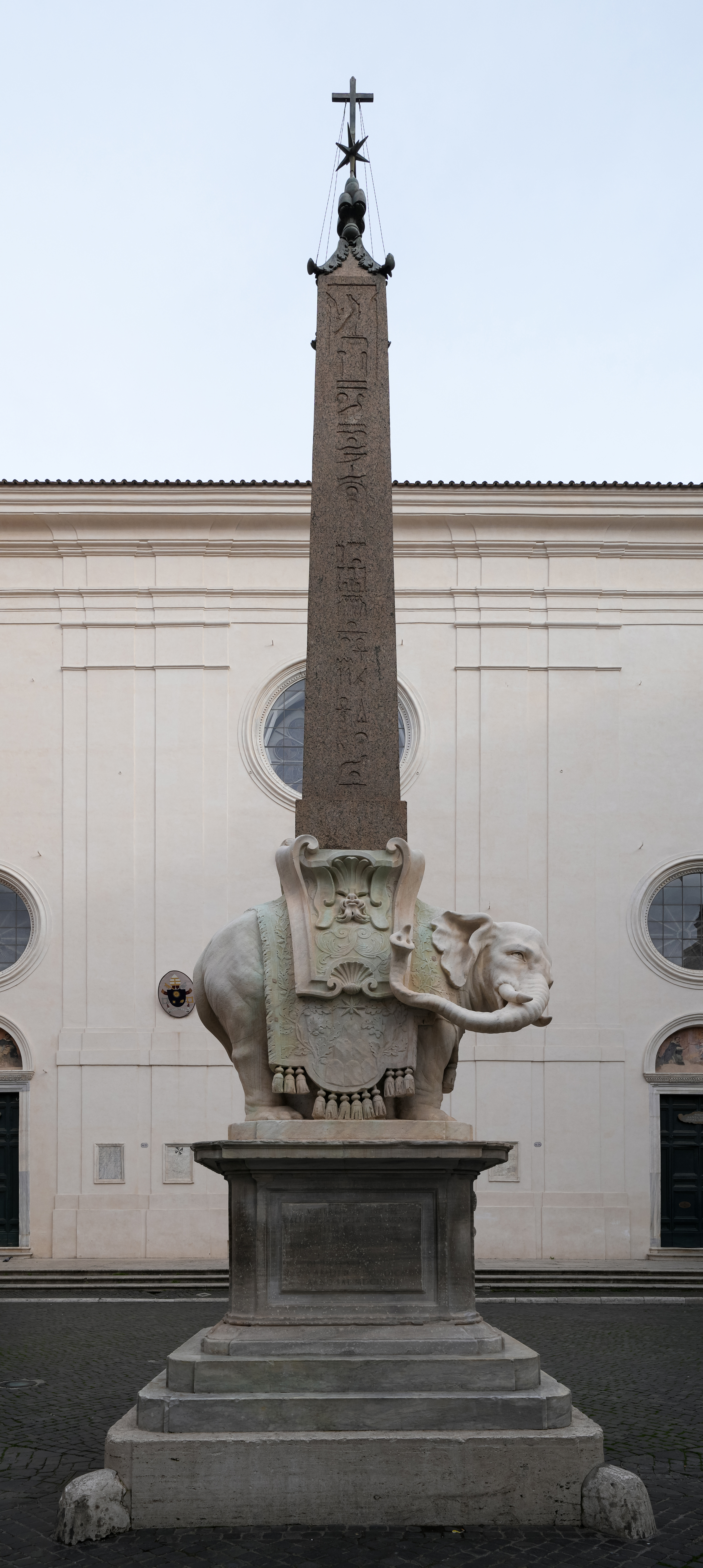
Obelisco do Elefante na Praça de Minerva.

## Principais obras
Em torno do ano de 1660 esculpiu para a Igreja de Santa Inês em Agonia (Sant'Agnese in Agone), localizada na Praça Navona, em Roma, uma “Santa Inês nas chamas” e um “martírio de Santa Emerenciana”, sobre projeto de [Du Quesnoy].
Sob a direção de Bernini esculpiu o “Anjo com a Cruz” na Ponte Sant'Angelo e colaborou na confecção do elefante do obelisco em frente à Igreja de Santa Maria sopra Minerva.
Na igreja de São João dos Florentinos esculpiu para o monumento fúnebre do cardeal Lelio Falconieri  a representação da fé.
Fez duas estátuas de Santa Catarina de Siena na “Cappella della Madonna del Voto” ou “Cappella Chigi“ (uma capela lateral da Basílica de Santa Maria del Popolo), e a de Santa Anastácia na Basilica di Sant'Anastasia al Palatino. Em São Pedro fez a estátua de Clemente X.
Ercole foi também um restaurador de obras antigas e trabalhou em um torso encontrado durante obras na igreja de Santa Maria in Vallicella. Atribui-se a ele o braço da Vênus de Médici.
Ercole Ferrata  morreu em Roma, em 11 de julho de 1686 e foi sepultado na igreja de San Carlo al Corso.